# Asservat

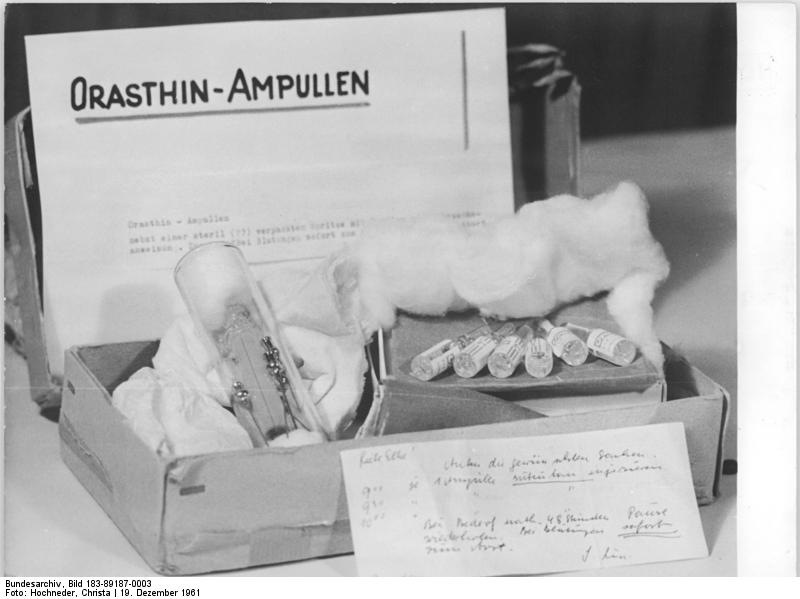
Anlässlich eines Pressetermins ausgestellte Asservate – „Medikamentenschmuggel in Weihnachtssendungen“

Das Asservat (von lateinisch asservare, „(amtlich) bewachen“; amtlich: Verwahrstück) bezeichnet eine nach Polizeirecht oder nach der Strafprozessordnung sichergestellte oder beschlagnahmte Sache.
Auch in der Medizin bezeichnet man das Sicherstellen von Objekten (etwa Proben eines aufgenommenen Giftes) als Asservieren oder Asservierung. Klinikärzte und Rettungsdienstmitarbeiter sammeln etwa Blut- und Urinproben oder Haarbündel bei Drogenvergiftung, Kleidungsstücke und Abstriche nach Vergewaltigungen. Es gibt dafür standardisierte Sammelbehälter und Dokumentationsbögen. In der Rechtsmedizin werden zahlreiche Proben gesammelt, sowohl von Tatopfern als auch von Tatverdächtigen.
Die asservierte Sache kann im Straf- oder im Bußgeldverfahren als Beweismittel (zum Beispiel Spurenträger – Knochen mit Projektil, exzidierte Haut mit Stichwunde) oder der Gefahrenabwehr (Polizeirecht) dienen. In Deutschland gelten dafür die rechtlichen Grundlagen gemäß §§ 94, 98, 108, 111b, 127a, 132 Strafprozeßordnung und § 46 Ordnungswidrigkeitsgesetz. Beweisstück kann alles Mögliche sein, beispielsweise Spurenträger, Beutestücke, Dokumente, Werkzeuge, Waffen, Fahrzeuge. Die Asservate müssen schriftlich protokolliert, geeignet verpackt und gekennzeichnet, vor Verlust und Beschädigung geschützt, und ihr Verbleib lückenlos dokumentiert werden, auch innerhalb der Behörde. Die Ausgestaltung der Asservatenkammern (einbruchssicher, bewacht und zugangskontrolliert etc.) ist in den Bundesländern durch Dienstvorschriften geregelt, z. B. in Nordrhein-Westfalen durch Erlass des Innenministers vom 24. Oktober 1983. Besondere Regeln gelten etwa für Drogen, Bargeld, Waffen und Munition (Panzerschrank). Sprengkörper, Brandsätze, radioaktive Stoffe, gefährliche Chemikalien, Gifte etc. müssen je nach Einzelfall durch Fachleute behandelt und entschärft bzw. vernichtet werden. Solche Beweismittel werden vorher bestmöglich dokumentiert. Große Gegenstände wie etwa Autos werden durch Vertragsfirmen abgeholt und aufbewahrt. Verderbliche Gegenstände (Lebensmittel) werden nach Dokumentation zurückgegeben oder vernichtet.
Beschlagnahmen müssen gerichtlich angeordnet oder bestätigt werden. Man kann sich rechtlich wehren, in Deutschland nach & 98 StPO. Die Asservate werden in einer Asservatenkammer – zumeist ein speziell gesicherter Raum bei der Polizei, dem Zoll und der Staatsanwaltschaft – verwahrt. Ein anderes Beispiel ist die Verwahrung von Führerscheinen; diese werden im Strafverfahren meist an die Staatsanwaltschaft weitergeleitet, bei Fahrverboten bleiben diese bei der zuständigen Polizeidienststelle.
Asservate werden in der Regel nur so lange aufbewahrt, bis der Zweck entfällt. Sie sind herauszugeben, sobald sie für die Verfahren entbehrlich sind und, wenn nicht ihre Einziehung oder ihr Unbrauchbarmachen in Betracht kommt. Die Entscheidung trifft in Strafverfahren die Staatsanwaltschaft, in Ordnungswidrigkeitenverfahren die Verfolgungsbehörde, wobei die Herausgabe an Berechtigte oder im Zweifel an den letzten Gewahrsamsinhaber erfolgt. Im Polizeirecht (Gefahrenabwehr) ist das Asservat entweder zu verwerten (verkaufen), zu vernichten oder dem letzten Gewahrsinhaber herauszugeben, wenn von dem Gegenstand oder vom Nutzer des Gegenstandes keine Gefahr mehr ausgeht oder dies anzunehmen ist.
Über den Bestand der Asservatenkammer wird ein sogenanntes Asservatenbuch (auch: Verwahrbuch) geführt. Jedes Asservat bekommt einen Asservatenanhänger, auf dem Daten zur Zuordnung vermerkt werden.
Beispiele für im Stammheim-Prozess in der Anklageschrift angeführte Asservate (abgekürzt „Ass.“):
- „Schwarzbuch Kirche“ (Ass. Nr. E11, Schlafzimmer, Pos. 5)
- 1 Bündel blauer Wollfäden (Ass. Nr. B 35 Spur II/33)
- Ensslin-Kassiber, Ass. C 6.4.2 Pos. 116